# Scambus montezuma
Scambus montezuma är en stekelart som först beskrevs av Cameron 1886.  Scambus montezuma ingår i släktet Scambus och familjen brokparasitsteklar. Inga underarter finns listade i Catalogue of Life.